# 杨怀珠
杨怀珠（1910年—1999年），男，江西吉安人，中华人民共和国军事人物，中国人民解放军少将，第五届全国政协委员。